# Andreas Gryphius

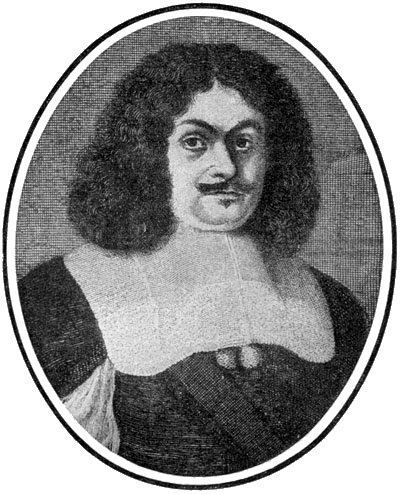
Portret door Philipp Kilian

Andreas Gryphius (gelatiniseerde naam van Andreas Greif) (Glogau (Silezië), 2 oktober 1616 - aldaar, 16 juli 1664) was een Duits toneelschrijver en sonnettenschrijver uit de barok. Zijn werken zijn somber, en tonen de vergankelijkheid en ijdelheid van het aardse leven.

## Werken
- Cardenio und Celinde (1649)
- Leo Armenius (1650)

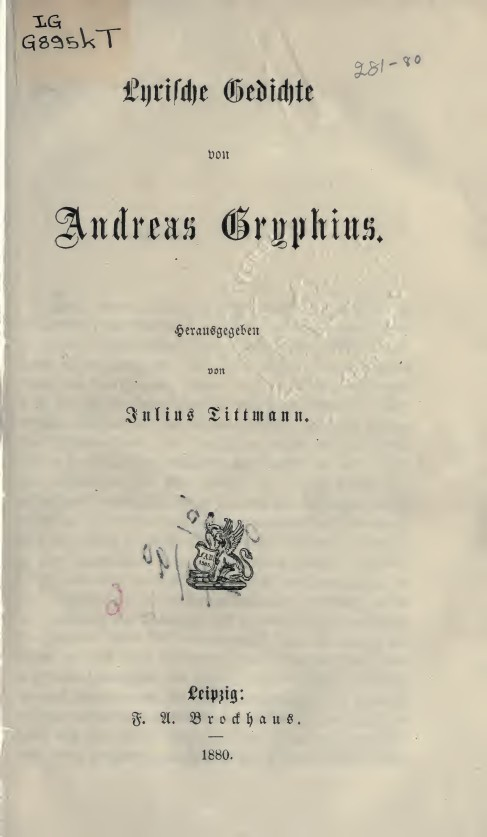
Lyrische Gedichte (1880)

- Gedanken über den Kirchhof und Ruhestätte der Verstorbenen (1657)
- Catharina von Georgien (1657)
- Herr Peter Squentz (1658)
- Horribilicribifax Teutsch(1663)
- Es ist alles Eitel' (1663)
- Ermordete Majestät. Oder Carolus Stuardus König von Groß Britanien (1663)

- Bibsys: 90210761
- Biblioteca Nacional de España: XX959584
- Bibliothèque nationale de France: cb12029754w (data)
- Biografisch Portaal: 82683360
- Catàleg d'autoritats de noms i títols de Catalunya: 981058515758206706
- CiNii: DA02273263
- Digitale Bibliotheek voor de Nederlandse Letteren: gryp001
- Gemeinsame Normdatei: 118543032
- International Standard Name Identifier: 0000 0001 2131 8868
- Library of Congress Control Number: n50032998
- Nationale Bibliotheek van Letland: 000125057
- MusicBrainz: 1fef179f-bd47-49da-9be4-328a428fe7ed
- Bibliotheek van het Japanse parlement: 00620770
- Nationale Bibliotheek van Tsjechië: jn20000602685
- Nationale bibliotheek van Australië: 35155390
- Nationale Bibliotheek van Israël: 987007262139605171
- Nationale Bibliotheek van Polen: a0000001182937
- Nationale en Universitaire bibliotheek Zagreb: 000146012
- Nederlandse Thesaurus van Auteursnamen: 068723407
- Réseau des bibliothèques de Suisse occidentale: 02-A003325667
- Istituto Centrale per il Catalogo Unico: SBLV107948
- LIBRIS: 188781
- SNAC: w65d8wr5
- Système universitaire de documentation: 028467507
- Trove: 844856
- Virtual International Authority File: 49240166
- WorldCat: E39PBJqFH3Pm3qmYbGTXmMWFKd